# Schad (Familie)
Margreth Schad (* um 1598 in Flörsheim; † 6. Juli 1617 ebenda), Johann Schad (* in Flörsheim; † 6. Juli 1617 ebenda) und Ela Schad (in Flörsheim; † 6. Juli 1617 ebenda) waren Opfer der Hexenprozesse in Flörsheim im Bereich des Erzbistums Mainz.

## Leben

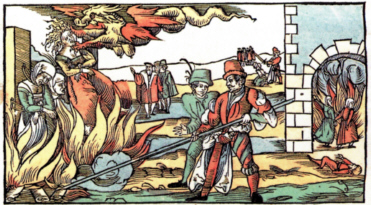
Verbrennung von drei Hexen in Derneburg, 1555, Flugblatt, 16. Jahrhundert

Margreth Schad war die Tochter des Flörsheimer Landwirts und Winzers Jakob Schad. Zusammen mit ihrem Vater und ihren Geschwistern, dem 21-jährigen Johann und der 17-jährigen Ela, geriet sie in die Hexenverfolgungen in Flörsheim. Cloß Schad, das jüngste der Schad-Kinder, war erst 15 Jahre alt und wurde nicht angeklagt.

## Hexenprozesse in Flörsheim
In Flörsheim, Weilbach und Wicker fielen zwischen 1595 und 1630 über 71 Frauen, Männer und Kinder dem Hexenwahn zum Opfer. Die Jahre 1615–1618 stellten den Schwerpunkt der Flörsheimer Hexenverfolgung dar. Etliche sollen am Hexenberg hingerichtet worden sein. Einen Extrakt aus dem Flörsheimer Hexischen Inquisitionsprotokoll hatte Johann Traberger, öffentlicher Notar und Prokurator (Rechtsanwalt) des Kurfürstlichen Hofgerichts in Mainz, niedergeschrieben.
Für die Menschen war es eine schlimme Zeit: Die Bevölkerung litt unter der Kleinen Eiszeit mit langen strengen Wintern und kaltnassen Sommern. Missernten, Teuerung und Hungersnöte waren die Folge. Man suchte Sündenböcke. Allerorten begannen hysterische Hexenjagden. Angeklagte wurden in den Hexenprozessen unter dem Vorwurf verurteilt, sie hätten durch ihre Hexenkunst kalten Regen oder Hagel verursacht mit fatalen Folgen für die Nahrungsmittelproduktion.
Möglicherweise liegen den Hexenprozessen jedoch Auseinandersetzungen zwischen Hörigen der in Flörsheim begüterten Mainzer Klöster und vermögenden selbständigen Weinbauern zugrunde. Familien selbständiger Landwirte wurden der Hexerei bezichtigt. Zunächst wurde 1615 der Flörsheimer Landwirt und Winzer Jakob Schad als Hexer auf dem Scheiterhaufen verbrannt.

## Hexenprozess gegen Johann Schad
Die Kinder von Jakob Schad wurden in den Protokollen, die der Amtmann von Höchst den Weltlichen Räten in Mainz zuschickte, mehrfach der Hexerei beschuldigt. Die drei älteren Kinder wurden verhaftet und am 9. Juni 1617 verhört. Als die Geschwister jede Schuld von sich wiesen, begann die „peinliche Befragung“. Der 21-jährige Johann Schad erklärte den Schultheißen und Gerichtsschöffen, dass er den Herren nichts Böses zu sagen hätte. Er sei fälschlich verleumdet worden. Als ihm die Scharfrichter die Beinschrauben anlegten, schrie er vor Schmerzen laut auf: Um Gottes und des Jüngsten Gerichts willen mein Leben zu verschonen. Will alles sagen. Er gestand Teufelsbuhlschaft in der Walpurgisnacht. 
Unerbittlich ging der Schultheiß die 98 Fragen der Specialia Interrogatoria durch. Als Johann nicht weiterreden wollte, bediente sich der Scharfrichter der Foltermethode des Aufziehens und marterte den jungen Mann. Ja, er hätte sich der Schmiersalbe des Teufels an der linken Hand bedient. Der Böse hätte ihm verboten, in die Kirche zu gehen und die Sakramente zu gebrauchen. Er habe ein Schwein umgebracht und in den Main geworfen. Er habe durch Reif die Frucht verdorben. Korn wie auch Weinberge hätten Schaden genommen. Seine beiden Schwestern seien mit dabei gewesen. Sein Vater hätte ihn den Verkehr unter Männern gelehrt. Zum Schluss versprach Johann dem Gericht, am peinlichen Gerichtstag bei seinen Aussagen zu bleiben, das Abendmahl darauf zu nehmen und unter den Augen der von ihm Beschuldigten auszusagen.

## Hexenprozess gegen Margreth Schad
Die 19-jährige Margreth Schad wurde in Güte verhört, sagte aus: Sie sei ein braver Mensch. Daraufhin legte ihr der Scharfrichter die Beinschrauben an. Unter Schmerzen meinte sie, der Vater müsste es getan haben, wisse aber nicht, was er getan. Die Beinschrauben wurden fester angezogen. Margreth schrie: Sie müsse sterben, Du herzensliebes Vattergen. Der Scharfrichter hatte kein Erbarmen und verschärfte die Folter. O du liebes Vattergen im hohen himell. Wollt kein Krebs [Beinschraube] an ihren Leib kommen lassen, wenn sie darbey geweßt. Sie habe keinen Menschen verführt und keinen Reif gemacht. Der Scharfrichter ging bei den Beinschrauben zur dritten Stufe über. Als dem 19-jährigen Mädchen die Beine zerquetscht wurden, bezichtigte sie auch ihre jüngere Schwester Ela.

## Hexenprozess gegen Ela Schad
Die 17-jährige Ela legte im Verhör sofort ein Geständnis ab, ohne den Scharfrichter und seine Instrumente gesehen zu haben. Sie nannte viele Namen, darunter auch Bruder Johann und Schwester Margreth. Im Juli hätten sie die Weingärten und die Äpfel verderben helfen.
Die Weltlichen Räte stellten am 26. Juni 1617 fest, dass sich die drei Geschwister Schad nach ihren Geständnissen der Absage an Gott und der Zusage an den Teufel, der Tötung von Menschen und Vieh und des Schadenszaubers schuldig gemacht hätten. Die Mainzer Juristen kritisierten jedoch die konfusen Verhörprotokolle. Die Vorschriften für peinliche Verhöre müssten genau beachtet werden. Die Schöffen verurteilten sie zur Todesstrafe, sie mit dem Feuer zu verbrennen. Die Hinrichtung fand am 6. Juli 1617 statt.

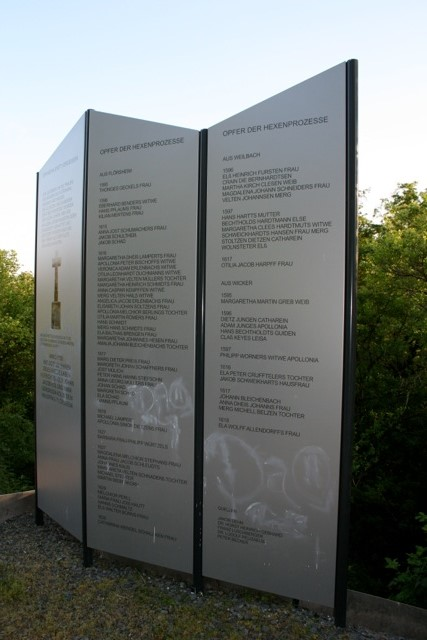
Gedenktafel Hexenprozesse Flörsheim 2013

## Gedenken
Das Schicksal der drei Kinder von Jakob Schad steht stellvertretend für die in Flörsheim hingerichteten Menschen. In dem Buch von Franz Luschberger: Hexenprozesse zwischen Main und Taunus ist ihr Leben beschrieben. 
Am 16. September 2013 wurden drei übermannshohe Gedenktafeln auf dem alten „Hexenberg“ in Flörsheim oberhalb der Obermühle errichtet. Die Gedenktafeln tragen die Namen von Margreth Schad und ihrer Geschwister sowie der anderen dokumentierten Personen aus Flörsheim, Wicker und Weilbach, die zwischen 1595 und 1630 als vermeintliche Hexen und Zauberer ihr Leben lassen mussten oder denunziert, verhaftet und gefoltert worden sind und ihre Heimat verlassen mussten.